# Daniel Taschler
Daniel Taschler (* 24. Mai 1987 in Brixen) ist ein ehemaliger italienischer Biathlet.
Daniel Taschler trainierte in Antholz und startete für den Polizeisportverein C.S.Forestale. Der Sohn von Gottlieb Taschler gehörte dem italienischen Nationalkader seit 2004 an.
Seit 2004 startete Taschler in internationalen Rennen und nahm zwischen 2004 und 2008 fünfmal in Folge an Biathlon-Juniorenweltmeisterschaften teil. In der Haute-Maurienne startete er erstmals 2004 bei den Weltjuniorenmeisterschaften und wurde 54. im Einzel und verpasste als 62. um zwei Ränge das Verfolgungsrennen im Sprintrennen. 2005 wurde er in Kontiolahti 31. des Einzels, 49. des Sprints und der Verfolgung sowie 13. mit der italienischen Staffel. Ein Jahr später erreichte Taschler in Presque Isle mit einem achten Rang im Einzel sein bestes Ergebnis bei einer WM und wurde zudem 28. im Sprint, 23. der Verfolgung und Staffel-Neunter. Weniger gut verliefen ausgerechnet die Wettkämpfe 2007 im heimischen Martell, bei denen er 59. des Einzels und Staffel-12. wurde. Letzte Junioren-WM wurden die Wettbewerbe 2008 in Ruhpolding, bei denen der Italiener 26. des Einzels, 48. im Sprint und 41. der Verfolgung wurde.
Seit der Saison 2008/09 startet Taschler bei den Männern im Leistungsbereich und bestritt hier seine ersten Rennen im IBU-Cup. In Martell wurde er bei seinem ersten Sprint 63., dort gewann er 2010 als 37. eines Sprints auch erste Punkte. Sein bislang bestes Resultat erreichte er 2011 als Fünftplatzierter bei einem Sprint in Altenberg. Wenig später debütierte er in Antholz im Biathlon-Weltcup und wurde 85. des Sprints. Erstes Großereignis bei den Männern wurden die Biathlon-Europameisterschaften 2011 in Ridnaun. Zum Auftakt verpasste er die Medaillenränge im Einzel als Fünftplatzierter nur um zwei Plätze. Auch im Sprint als 15. und im Verfolgungsrennen als Elfter erreichte er gute Resultate. Mit Dominik Windisch, Rudy Zini und Pietro Dutto wurde er in der Staffel Siebter.
Im Dezember 2014 wurden Vorwürfe bekannt, nach denen Taschler 2010 über seinen Vater in Kontakt mit dem Dopingarzt Michele Ferrari kam. Im April 2017 wurde Taschler am Landgericht Bozen wegen Verstoßes gegen das Dopinggesetz zu einer Haftstrafe von neun Monaten auf Bewährung und einer Geldstrafe von 3600 Euro verurteilt. Gegen dieses Urteil ging er in Berufung. Nachdem der Bozner Appellationsgerichtshof das erstinstanzliche Urteil bestätigte, zogen Taschler und sein Sohn vor den Obersten Kassationsgerichtshof in Rom. Dieser bezweifelte im November 2018, dass die Abhörprotokolle der Treffen im Verfahren nutzbar waren und ordnete an, den Prozess neu aufzurollen. Schließlich sprach der Appellationsgerichtshof in Trient die drei Angeklagten im Juni 2019 von allen Vorwürfen frei.
Der gesperrte österreichische Skilangläufer Johannes Dürr ist Taschlers Schwager.

## Biathlon-Weltcup-Platzierungen
Die Tabelle zeigt alle Platzierungen (je nach Austragungsjahr einschließlich Olympische Spiele und Weltmeisterschaften).
- 1.–3. Platz: Anzahl der Podiumsplatzierungen
- Top 10: Anzahl der Platzierungen unter den ersten zehn (einschließlich Podium)
- Punkteränge: Anzahl der Platzierungen innerhalb der Punkteränge (einschließlich Podium und Top 10)
- Starts: Anzahl gelaufener Rennen in der jeweiligen Disziplin
- Staffel: inklusive Mixed- und Single-Mixed-Staffeln

| Platzierung             | Einzel | Sprint | Verfolgung | Massenstart | Staffel | Gesamt |
| ----------------------- | ------ | ------ | ---------- | ----------- | ------- | ------ |
| 1. Platz                |        |        |            |             |         |        |
| 2. Platz                |        |        |            |             |         |        |
| 3. Platz                |        |        |            |             |         |        |
| Top 10                  |        |        |            |             |         |        |
| Punkteränge             |        |        |            |             |         |        |
| Starts                  | 2      | 3      |            |             | 1       | 6      |
| Stand: 12. Februar 2015 |        |        |            |             |         |        |